# Vrbičje
Vrbičje – wieś w Słowenii, w gminie Grosuplje. 1 stycznia 2017 liczyła 71 mieszkańców.